# Episodi di Peter Punk (seconda stagione)
La seconda stagione della serie televisiva Peter Punk è stata trasmessa dal 19 agosto 2011 al 16 dicembre 2011 in America Latina, mentre in Spagna a partire dal 2011. In Italia è andata in onda il 22 marzo 2012.
| nº | Titolo originale                         | Titolo italiano         | Prima TV America Latina | Prima TV Italia |
| -- | ---------------------------------------- | ----------------------- | ----------------------- | --------------- |
| 1  | Entre el Básquet y el Rock               | Tra il Basket e il Rock | 19 agosto 2011          | 30 marzo 2012   |
| 2  | Lulú                                     | La ragazza di Seba      | 2011                    | 22 marzo 2012   |
| 3  | Cueste lo que Cueste                     | La partitura misteriosa | 2011                    | 27 marzo 2012   |
| 4  | Peluquero Por Un Pelo (Con Dani Martins) | -                       | 2011                    | 2012            |
| 5  | El Plomo                                 | L'attrezzista           | 2011                    | 2 aprile 2012   |
| 6  | Romance Pop                              | -                       | 2011                    | 2012            |
| 7  | El Bajo                                  | Il basso                | 2011                    | 29 marzo 2012   |
| 8  | El Duelo (con Zeke y Luther)             | -                       | 2011                    | 2012            |
| 9  | Cambio de Rol                            | -                       | 2011                    | 2012            |
| 10 | El Coach                                 | -                       | 2011                    | 2012            |
| 11 | Influencia Punk                          | -                       | 2011                    | 2012            |
| 12 | Ratas de Alcantarilla                    | -                       | 2011                    | 2012            |
| 13 | La Nota                                  | -                       | 2011                    | 2012            |
| 14 | El Primo de Punksilvania                 | -                       | 30 ottobre 2011         | 2012            |
| 15 | Adultos por favor                        | -                       | 18 novembre 2011        | 2012            |
| 16 | Y todo por un Osito                      | -                       | 26 novembre 2011        | 2012            |
| 17 | Una Navidad distinta                     | -                       | 16 dicembre 2011        | 2012            |